# 塞雷諾德爾馬 (加利福尼亞州)
塞雷諾德爾馬（英語：Sereno del Mar）是位於美國加利福尼亞州索諾馬縣的一個人口普查指定地區。

## 地理
塞雷諾德爾馬的座標為38°23′01″N 123°04′23″W / 38.38361°N 123.07306°W，而該地最高點為海拔高度58米（即190英尺）。

## 人口
根據2010年美國人口普查的數據，塞雷諾德爾馬的面積為1.910平方千米，當中陸地面積為1.910平方千米，而水域面積為0.000平方千米。當地共有人口126人，而人口密度為每平方千米65人。